# 조록나무과
조록나무과(----科, 학명: Hamamelidaceae 하마멜리다케아이[*])는 범의귀목의 과이다. 26개 속에 약 80~90여 종을 포함하고 있으며, 모든 관목이고 작은 나무 형태이다. 크론퀴스트 분류 체계와 같은 예전의 분류에서는 조록나무목으로 취급되었다.

## 하위 분류
- 조록나무속(Distylium Siebold & Zucc.)
- 풍년화속(Hamamelis Gronov. ex L.)
- 히어리속(Corylopsis Siebold & Zucc.)
- Chunia H.T.Chang
- Dicoryphe Thouars
- Disanthus Maxim.
- Distyliopsis Endress
- Embolanthera Merr.
- Eustigma Gardner & Champ.
- Exbucklandia R.W.Br.
- Fortunearia Rehder & E.H.Wilson
- Fothergilla L.
- Loropetalum R.Br. ex Rchb.
- Maingaya Oliv.
- Matudaea Lundell
- Molinadendron P.K.Endress
- Mytilaria Lecomte
- Neostrearia L.S.Sm.
- Noahdendron P.K.Endress, B.Hyland & Tracey
- Ostrearia Baill. ex Nied.
- Parrotia C.A.Mey.
- Parrotiopsis C.K.Schneid.
- Rhodoleia Champ. ex Hook.
- Sinowilsonia Hemsl.
- Sycopsis Oliv.
- Trichocladus Pers.

피자식물 계통 연구 그룹에 의한 계통 연구를 통해, 일부 학자들은 로돌레이아속 (Rhodoleia)을 로돌레이아과로 취급하기도 한다.
알팅기아속(Altingia)은 예전에는 조록나무과에 포함되었으나 현재는 알팅기아과로 분류한다.